# Латексное лигирование
Ла́тексное лиги́рование — одна из методик лечения геморроя, связанная с надеванием латексного кольца на геморроидальный узел посредством лигатора.
Впервые описание процедуры лигирования геморроидального узла приписывается Гиппократу. В 1954 году Блайсдел (англ. Blaisdell) впервые предложил использовать лигатор для наложения резиновых колец на внутренние геморроидальные узлы. В 1962 году Бэррон (англ. Barron) усовершенствовал лигатор, и опубликовал результаты первых опытов по лигированию геморроидальных узлов у 150 больных в 1963 году.

## Виды латексного лигирования
В современной проктологии распространены два вида латексного лигирования, зависящие от используемого лигатора:
- вакуумное лигирование — с использованием вакуумного лигатора, засасывающего узел в цилиндрический наконечник (стакан), по внешней поверхности которого на узел надевается кольцо, сбрасываемое на основание внутреннего геморроидального узла специальным рычагом;
- механическое лигирование — когда узел вводится в полый цилиндрический наконечник посредством специальных геморроидальных щипцов.

Сочетание латексного лигирования с инфракрасной коагуляцией, фотокоагуляцией и склеротерапией могут применяться комбинированно с латексным лигированием или как самостоятельный метод лечения внутреннего геморроя.
Независимо от выбранного метода лигирования, для проведения процедуры, в прямую кишку вводится аноскоп — диаметром обычно не более 21 мм, длиной 50—54 мм (наиболее распространенный в России — диаметр 18 мм, длина 54 мм), таким образом проктолог получает доступ к внутренним геморроидальным узлам. Методика эффективно помогает при 1—3-й стадии; 4-я стадия геморроя, или внутренний геморрой в сочетании с анальной фиссурой или параректальным свищом обычно лечится оперативно. Обостренный внутренним или наружным тромбозом геморрой рекомендуется консервативными средствами перевести в стадию ремиссии для уменьшения рисков болевого эффекта и большего, чем допустимо, кровотечения при лигировании.
Наружные геморроидальные узлы и анальные бахромки латексным лигированием не лечатся.

## Выздоровление и побочные эффекты
Латексное кольцо пережимает геморроидальный узел и препятствует притоку крови к нему. Это приводит к омертвению ткани и отторжению узла в период до 7 дней. В день процедуры пациент может чувствовать дискомфорт и боль в прямой кишке, ложные позывы к дефекации. Иногда первые дефекации сопровождаются незначительным кровотечением.
При разрыве латексного кольца в первые сутки после лигирования, возможно обильное кровотечение, требующее немедленного вмешательства с прошиванием геморроидального узла.
Слет лигатуры может наступить при неправильно проведенной манипуляции либо нарушения режима — рекомендуется не опорожняться в течение 24 часов после процедуры. Обычно опытные хирурги накладывают 2 лигирующих кольца на основание узла. Кровоточивость при дефекации может быть и при отторжении некротического струпа — обычно на 5—7 день после процедуры. Площадка отторжения кровоточит при несбалансированном питании за счет плотной консистенции каловых масс — до 2 недель после манипуляции. Так называемые отсроченные кровотечения (две и более недель после процедуры лигирования) не зависят от мастерства манипулятора и возникают крайне редко.